# 더 리틀 띵스
《더 리틀 띵스》(영어: The Little Things)는 미국에서 제작된 존 리 행콕 감독의 2021년 네오누아르 심리 범죄 스릴러 영화이다. 덴절 워싱턴, 라미 말렉, 재러드 레토 등이 출연하였다.
2021년 1월 29일 미국에서 워너브라더스 픽처스에 의해 개봉되었으며 동시에 HBO 맥스 스트리밍 서비스로 출시되었다. 이 영화는 비평가들로부터 엇갈린 평가를 받았는데, 연기력, 연출, 분위기 부분에서는 좋은 평가를 받았지만 각본은 1995년 영화 《세븐》과 일부 비교되는 한편 장르 영화 팬들에게 지나치게 익숙하게 다가오는 진부함이 좋지 않은 평가를 받았다.

## 줄거리
보안관보(덴절 워싱턴 분)와 형사(라미 말렉 분)가 1990년 로스앤젤레스에서 함께 연쇄살인자를 잡으려고 시도한다. 낯선 이(재러드 레토 분)가 주 용의자이다.

## 출연
- 덴절 워싱턴 - 컨군 보안관보 조 "디크" 디컨  역
- 라미 말렉 - 로스앤젤레스군 형사 제임스 "지미" 백스터 역
- 재러드 레토 - 앨버트 레너드 스파마 역
- 크리스 바워 - 샐 리졸리 형사 역
- 테리 키니 - 칼 패리스 경감 역
- 내털리 모랄레스 - 제이미 에스트라다 형사 역
- 조리스 자스키 - 형사 로저스 경사 역
- 글렌 모샤워 - 헨리 데이비스 경감 역
- 마이아 커잰 - 론다 래스번 역
- 소피아 바실리에바